# Maraña (kommun)
Maraña är en kommun i Spanien.   Den ligger i provinsen Provincia de León och regionen Kastilien och Leon, i den norra delen av landet, 300 km norr om huvudstaden Madrid. Antalet invånare är 162. Arean är 34 kvadratkilometer. Maraña gränsar till Burón, Acebedo, Puebla de Lillo, Caso och Ponga. 
Terrängen i Maraña är kuperad.